# Quidgest
Quidgest é uma multinacional tecnológica de origem portuguesa, especializada em Engenharia de Software, fundada em 1988, com escritórios em Lisboa, Díli, Maputo e Munique e parcerias em mais de 20 países com destaque para a Jamaica, Brasil, Angola, e El Salvador.

## Descrição
A Quidgest é uma companhia portuguesa, que tem como principal finalidade a criação e manutenção de produtos de software de gestão, destinados tanto para a administração pública como para entidades privadas. Entrevistado pelo jornal Público em 2002, João Paulo Carvalho, coordenador de investigação e desenvolvimento da Quidgest, explicou que «nós seguimos aquela definição clássica que diz que qualidade é desenvolver um produto ao menor custo possível, no menor tempo possível e adequado ao uso [...] Na prática, isto significa abordar as organizações e as empresas com soluções de gestão coerentes, apoiadas por sistemas de informação adequados a cada realidade empresarial e reflectindo a perspectiva única da sua gestão: o que as diferencia, para melhor, das suas congéneres».
Um dos principais produtos da empresa é o Genio, que foi criado para automatizar grande parte do processo de programação de software, acelerando e facilitando a sua criação. É igualmente responsável pela organização do evento Q-Day, coincidente com a sua conferência anual, e durante o qual são debatidos vários temas relacionados com tecnologia. Por exemplo, nas edições de 2023 e 2024 foi discutida a inteligência artificial, tema que está fortemente ligado às operações da empresa, principalmente o ramo da IA generativa, que é utilizado principalmente no seu produto Genio. A Quidgest promoveu igualmente vários laboratórios práticos e estágios de Verão sobre a inteligência artificial generativa, além do evento AI Saturdays, desenvolvido em conjunto com uma organização espanhola.
Além do mercado nacional, a empresa também marcou presença em diversos países na Ásia, África, e América Central, incluindo a Jamaica e El Salvador. Em 2016, tinha escritórios nas cidades de Munique, Rabat, Dili e Maputo. e em 2021 tinha como clientes várias empresas e organizações governamentais, tanto em território nacional, como a Assembleia da República, Turismo de Portugal, Futebol Clube do Porto, Instituto Português da Qualidade, Centro Hospitalar de Lisboa, Hospital de São João, Provedor de Justiça, Comissão de Coordenação e Desenvolvimento Regional do Algarve, Instituto do Emprego e Formação Profissional, Região Autónoma dos Açores, Universidade Nova de Lisboa, Universidade Aberta, EuroBic, EDP, Inatel Fundação, Altice Cuidados de Saúde, e a Câmara Municipal do Porto, enquanto que no estrangeiro operava junto da Deutsche Telekom, os governos de El Salvador, Jamaica e Timor-Leste, a Assembleia Nacional de Angola, e o Banco de Cabo Verde.

## História
A empresa foi criada em 1988, e em 1991 começou a ser desenvolvido o Genio. Este foi um importante marco tecnológico na Quidgest, uma vez que até então a programação era totalmente feita de forma manual, utilizando linguagens como o clipper e C++. João Paulo Carvalho explicou que a criação do Genio deveu-se principalmente à repetição constante nos processos de programação: «já tínhamos uma série de sistemas desenvolvidos e começámos a verificar que repetíamos muitas vezes as mesmas coisas», e que «programadores diferentes a trabalhar em projectos diferentes faziam as mesmas coisas». Além disso, esta nova solução veio colmatar os problemas da programação manual, uma vez que, João Paulo Carvalho, «o programador passa mais tempo a corrigir o programa do que a programar». O Genio incorporou uma das principais linhas de pensamento na empresa, segundo as quais o futuro da geração de software estava na sua automatização em larga escala, sendo um dos princípios-base «retirar ao desenvolvimento de software a componente artística», no sentido de tornar a tecnologia mais acessível aos utilizadores com reduzidos conhecimentos sobre informática. Neste conjunto incluíam-se os gestores e técnicos das companhias e outras entidades, que podiam desta forma colaborar na criação dos produtos de software.
Em 2004 foi uma das empresas que participaram no concurso para o controlo das contas do governo português, que gerou grande polémica devido à escolha do grupo SAP, tendo as outras concorrentes criticado a existência de várias irregularidades no processo. Em 2007 foi uma das empresas nacionais participantes na feira tecnológica CeBit, na cidade alemã de Hannover.
Em 2012, o secretário-geral do Partido Socialista, António José Seguro, visitou a Quidgest, no âmbito de um programa do partido sobre o desenvolvimento económico e o emprego, tendo João Paulo Carvalho criticado a «falta de inteligência económica» do governo em relação às empresas nacionais, e manifestado a sua preocupação com a concorrência do grupo alemão SAP para a gestão das bases de dados da administração pública portuguesa. Em resposta, António Seguro afirmou que «é factor de preocupação que empresas com valor tecnológico e que criam riqueza não sejam apoiadas em Portugal», e que «as empresas não querem apoios através de subsídios. Querem ter as mesmas possibilidades de poderem concorrer aos concursos em Portugal, designadamente aos concursos do lado do Estado». Em 2015 a Quidgest impôs uma providência cautelar contra a Universidade de Lisboa, acusando-a de ter agido de forma imparcial num concurso público para instalação de um sistema de gestão financeira e recursos humanos, alegando que houve «um favorecimento ilegítimo relativamente ao vencedor», com o júri a reduzir «drasticamente» a pontuação dos outros candidatos, e que houve «facilidades concedidas à empresa vencedora». Em resposta, o reitor da universidade, António Cruz Serra, negou as acusações da empresa, e afirmou que o concurso «correu termos em total cumprimento da lei e com a máxima transparência». Em Janeiro de 2016, o candidato presidencial Jorge Sequeira visitou a Quidgest como parte da sua campanha eleitoral, tendo destacado a empresa pela inovação e internacionalização, e por ser responsável pelo software então utilizado no parlamento. Também em 2016, a Quidgest ganhou um concurso do governo jamaicano para a instalação de uma solução para a gestão de recursos humanos na administração pública, tendo sido a primeira operação da empresa no mercado das Caraíbas. Nesse ano, também tomou parte numa missão empresarial a Cuba.
Em 23 de Dezembro de 2020, o jornal Observador noticiou que a Quidgest estava a organizar um programa de formação em tecnologia para 250 pessoas, centrado principalmente no seu sistema Genio, medida que surgiu em resposta ao aumento da procura, e para tentar resolver a falta de mão de obra qualificada no país. Em 2024, a Cinemateca Portuguesa apresentou oficialmente o Portal Félix, criado em conjunto com a Quidgest, e que tem como finalidade disponibilizar, através da Internet, bases de dados de informação sobre cinema e imagem em movimento.

### Prémios
Em 27 de Fevereiro de 2011, a Quidgest foi uma das empresas portuguesas distinguidas pela Embaixada Britânica em Lisboa pela sua laboração no mercado inglês, tendo recebido o prémio Successful Business Internationalization Award.
 Em 2019, a programadora Cláudia Nabais, da Quidgest, foi uma das dez mulheres portuguesas que foi distinguida pela comunidade Portuguese Women in Tech, pelo seu contributo para o desenvolvimento tecnológico nacional.

## Leitura recomendada
- Santos, António J. Robalo (2008). Gestão Estratégica: Conceitos, modelos e instrumentos. Lisboa: Escolar Editora. ISBN 978-972-592-229-3